# Kangzhuo (sockenhuvudort i Kina, Tibet Autonomous Region, lat 28,89, long 89,50)
Kangzhuo (kinesiska: 康卓, 康卓乡) är en sockenhuvudort i Kina. Den ligger i den autonoma regionen Tibet, i den sydvästra delen av landet, omkring 180 kilometer sydväst om regionhuvudstaden Lhasa. Antalet invånare är 2 198. Befolkningen består av 1 109 kvinnor och 1 089 män. Barn under 15 år utgör 25,0 %, vuxna 15-64 år 69 %, och äldre över 65 år 4,0 %.
Runt Kangzhuo är det glesbefolkat, med 14 invånare per kvadratkilometer. Närmaste större samhälle är Jiangzi, 10,7 km öster om Kangzhuo. Trakten runt Kangzhuo består i huvudsak av gräsmarker.
Genomsnittlig årsnederbörd är 686 millimeter. Den regnigaste månaden är juli, med i genomsnitt 176 mm nederbörd, och den torraste är december, med 6 mm nederbörd.